# Andrea Forzano
Andrea Forzano (* 2. Februar 1915 in Viareggio; † 22. Dezember 1992 in Rom) war ein italienischer Filmregisseur und Drehbuchautor.

## Leben
Der Sohn des Regisseurs Giovacchino Forzano legte seinen Debütfilm Ragazza che dorme 1941 bei den Filmfestspielen Venedig vor. Zwei Jahre später benutzte er das Pseudonym Andrea Della Sabbia für sein zweites, weitgehend unbemerkt gebliebenes Werk. In den 1950er Jahren verantwortete er drei weitere Filme, deren erster, Imbarco a mezzanotte, aber tatsächlich von Joseph Losey inszeniert wurde. Bei all seinen Filmen hatte Forzano auch andere Funktionen inne, so schrieb er die Drehbücher und schnitt seine Werke selbst. 1959 war er letztmals aktiv: Für Marino Girolami schrieb er nochmals ein Drehbuch.

## Filmografie
- 1941: Ragazza che dorme
- 1943: La casa senza tempo
- 1951: Giacomo (Imbarco a mezzanotte)
- 1953: Für Männer gefährlich (Pellegrini d'amore)
- 1955: Il canto dell'emigrante